# DN23B
De DN23B (Drum Național 23B of Nationale weg 23B) is een weg in Roemenië. Hij loopt van Măicănești naar Ciorăști. De weg is 17 kilometer lang.